# Feuer und Eis
Feuer und Eis ist ein Sportfilm des Regisseurs Willy Bogner aus dem Jahr 1986.

## Handlung
Bei einem Skiausflug nach Aspen begegnet John der äußerst attraktiven Suzy. In New York trifft er sie zufällig wieder und folgt ihr quer durch die USA. Sie verschwindet abermals, und erst in den Bergen kommt es zum endgültigen Wiedersehen mit glücklichem Ende.
Die Handlung ist nebensächlich. Dem Regisseur und Kameramann Bogner kam es darauf an, möglichst spektakuläre Skiszenen zu zeigen, die mit entsprechender Musik untermalt sind. So rasen die Schauspieler auf Skiern eine Bobbahn hinunter. Schauplätze sind neben Aspen auch St. Moritz und die Streif in Kitzbühel. Im Film sind wiederholt Produktplatzierungen des Skimodenherstellers Bogner zu sehen.

## Darsteller
Neben den beiden Hauptdarstellern John Eaves und Suzy Chaffee spielen zahlreiche Jungtalente aus der 1980er Ski-, Snowboard-, Trickski- und Hangglider- sowie Surfszene eine Rolle. In der deutschen Fassung kommentiert der Kabarettist Emil Steinberger den Handlungsablauf. Die englische Erzählstimme gehört John Denver, und der deutsche Skiläufer Wolfgang Junginger hat ebenfalls einige Szenen.

## Auszeichnungen
- 1985 Bambi
- 1986 Bayerischer Filmpreis

## Kritiken
- Lexikon des internationalen Films: „Die dünne Handlung dieser Schnee-Operette zwischen Kunst, Kitsch und Werbefilmästhetik ist nur Aufhänger für beeindruckende Ski-Akrobatik, brillant fotografiert und mit einem rauschhaften Elektronik-Sound unterlegt.“[2]
- Heyne Filmlexikon (1996): „Exzellente Skiaufnahmen (Tiefschnee, Gletscher, Rennen, Skiboard) und Windsurf-Intermezzi stehen im ersten Spielfilm des Ex-Renn-As und Ski-Dress-Fabrikanten Willy Bogner hanebüchenem Kitsch-Product-Placement und einer mehr als simplen Rahmenhandlung entgegen.“

## Bemerkungen
Bogner hatte bereits früher als Kameramann und Berater bei mehreren James-Bond-Filmen, bei denen spektakuläre Skiszenen eine Rolle spielten, fungiert. Der Titelsong Fire and Ice wird von Marietta gesungen. 1990 produzierte Bogner die Fortsetzung Feuer, Eis & Dynamit mit Roger Moore. 2006 wurde dieser Film und die Fortsetzung aufwendig restauriert und für die HD-Verwertung aufbereitet.